# سكوت باترسون (منافس ألعاب قوى)
سكوت باترسون هو منافس ألعاب قوى كندي، ولد في 23 ديسمبر 1961 في فانكوفر في كندا.